# Aage Jordan
Svend Aage Thim Jordan (21. december 1856 – 1917) var en dansk chefredaktør og politiker, der repræsenterede partiet Venstre.
Jordan var søn af Henrik Christian Thim Jordan (1822-1877) og var chefredaktør for Lolland-Falsters Folketidende fra 1905 til 1911 og efterfulgte Rasmus Claussen, som han havde arbejdet sammen med i en årrække.
Jordan var gift med Clara Chrestine f. Claussen (1856-1918), datter af Rasmus Claussen. Deres søn Frede Jordan (1883-1961) blev også chefredaktør, men for Aalborg Amtstidende. Deres datter Joli blev gift med Victor Elberling.